# Фоснавог
Фоснавог (норв. Fosnavåg) је насељено место у Норвешкој у округу Мере ог Ромсдал. Има статус града од 2000.